# Fredek uszczęśliwia świat
Fredek uszczęśliwia świat – polski film fabularny z 1936 roku w reżyserii Zbigniewa Ziembińskiego.
Komedia muzyczna z popisowymi rolami Lody Halamy i Jerzego Czaplickiego (baryton) oraz zespołu „Te Cztery” pod kierunkiem Wandy Vorbond.

## Treść
Gorliwy wynalazca Fredek uparcie pracuje nad wynalazkiem nowego komunikatora, który ma zrewolucjonizować kontakty międzyludzkie; zaniedbuje nawet swą narzeczoną Irmę. Pomysł młodego inżyniera to połączenie fonii z wizją, nazwane telefonowizorem, a przez podgląd pozwalające obserwować osobę rozmawiającą telefonicznie. Kiedy wynalazek jest gotów, powstaje trudność z jego korzystnym sprzedaniem, w czym wynalazcy pomaga przyjaciel – Józek Bomba. Pokazy działania urządzenia podczas promocji stwarzają kolejne niemiłe sytuacje, przypadkowo ujawniając sceny żenujące i skandaliczne, co jedynie zraża potencjalnych nabywców. Wynalazek okazuje się klęską, bo telefonowizor, który miał uszczęśliwić świat, wywołuje tylko konflikty i wprowadza zamęt w ułożone życie ludzi. 
Do tych kłopotów Fredka dochodzi podejrzenie o niewierność narzeczonej, którą przez telefonowizor przypadkowo podejrzał w dwuznacznej sytuacji z nieznanym mężczyzną. Wszystkim perypetiom i przeszkodom bezustannie usiłuje zaradzić niezwykle inwencyjny i dynamiczny Józek, którego końcowy pomysł nie tylko ocala finansowo wynalazek, lecz doprowadza też do wyjaśnienia osobistych nieporozumień i do pogodzenia się wszystkich niezadowolonych i zwaśnionych. Ostatecznie Irma przeprasza się z Fredkiem, jej przyjaciółka Ludka zaręcza się z jej bratem, a siostra – z bezrobotnym, ale utalentowanym śpiewakiem Jurkiem.

## Obsada
- Loda Halama − Ludka Falkoska
- Zbigniew Rakowiecki – wynalazca Fredek
- Karolina Lubieńska − Irma Karska, jego narzeczona
- Alina Żeliska − jej siostra
- Wanda Jarszewska − matka Irmy
- Tadeusz Wesołowski – Bolek Karski, brat Irmy
- Jerzy Czaplicki − śpiewak Jurek, współlokator Fredka
- Józef Kondrat − Józek Bomba, przyjaciel
- Józef Orwid − sąsiad z kamienicy
- Antoni Fertner − kupiec
- Stanisław Łapiński – restaurator Pakuła
- Mieczysław Winkler −  dostawca wina
- Zbigniew Ziembiński – urzędnik magistratu